# 히카리노하테니
〈히카리노하테니〉(일본어: 光の果てに)는 2013년 7월 24일에 발매된 페어리즈의 메이저 데뷔 6번째 싱글이다.

## 트랙 리스트

### 통상반
1. 히카리노하테니 (光の果てに) [3:36]
2. 엘(エール) [3:05]
3. 히카리노하테니 (Instrumental) (光の果てに (Instrumental))
4. 엘(エール) (Instrumental)

### DVD
1. 光の果てに/히카리노 하테니 -Music Clip-
2. Making of 光の果てに/히카리노 하테니
3. 光の果てに/히카리노 하테니（Dance Edition） [特典映像]
4. 光の果てに/히카리노 하테니（TV size Dance Edition） [特典映像]